# Charlott Strandberg
Charlott Maria Strandberg (født 20. september 1962 i Täby) er en svensk revysanger og skuespiller. Hun er barnebarn af Olle Strandberg og halvsøster til Evabritt Strandberg.

## Udvalgt filmografi
- Xerxes (tv-serie, 1988)
- Macken - Roy's & Roger's Bilservice (1990)
- Bert (tv-serie, 1994)
- Svensson, Svensson (tv-serie, 1994-1996)
- Monopol (1996)
- LasseMajas detektivbyrå (tv-serie, 2006)
- Solsidan (tv-serie, 2015)
- Jordskott (tv-serie, 2017)